# Tramway d'Erbray
Le Tramway d'Erbray était un réseau de chemin de fer secondaire à voie métrique, situé dans le département de la Loire-Atlantique. Il est exploité de 1886 à 1947 par une société anonyme fondée en 1887 sous la dénomination de Compagnie des chemins de fer à voie étroite de Châteaubriant à Erbray et extensions.

## Le réseau
Le réseau se composait de deux lignes:
- Châteaubriant - Erbray - La Chapelle-Glain (20 km), qui desservait :
  - Châteaubriant
  - Erbray
  - Saint-Julien-de-Vouvantes
  - La Chapelle-Glain
- Châteaubriant - Erbray - Ancenis (58 km), qui desservait :
  - Châteaubriant
  - Erbray
  - Moisdon-la-Rivière
  - Grand-Auverné
  - Riaillé
  - Pannecé-Riaillé
  - Mésanger
  - Ancenis

L'origine des lignes était située à Châteaubriant. À Erbray, une première ligne se dirigeait vers le terminus de La Chapelle-Glain. L'autre, longue de 43 km (la plus importante en kilométrage) atteignait la ville d'Ancenis et la gare du grand réseau. Depuis cette gare, un embranchement réservé au trafic des marchandises desservait les quais de la Loire.
Le terminus de La Chapelle-Glain aurait pu servir de jonction avec le réseau de la Compagnie des chemins de Fer de l'Anjou (dite "Petit Anjou"). Cette compagnie avait comme projet l'extension de la ligne Angers-Candé jusqu'à La Chapelle-Glain (14 km). Ce projet, pour des raisons économiques ne put finalement être excécuté.

## Historique
La ville de Châteaubriant, à la fin du XIXe siècle, se trouve au centre d'une importante étoile ferroviaire, dont les lignes déclarées d'intérêt général, avaient été réalisées avec l'aide de l'État qui en avait concédé l'exploitation à différentes sociétés.
Dans cette étoile, la branche sud-est n'était pas desservie. Les acteurs locaux ne purent jamais convaincre les autorités civiles de l'utilité d'une ligne d'intérêt général qui aurait pu desservir les différentes industries présentes dans ce secteur : 
- le gisement de charbon à Montrelais,
- les ardoisières au Grand-Auverné
- les fours à chaux d'Erbray.

Il fut décidé en 1878 de combler cette lacune en proposant la création d'une ligne d'intérêt local entre Châteaubriant et Saint-Julien-de-Vouvantes, dénommée à l'époque "Tramway d'Erbray".
Après différents projets (dont un  proposait le choix d'une voie de 0,75 m), la voie métrique est finalement choisie. 
Par décret du 17 mars 1887, l'État concède l'exploitation d'une ligne entre Châteaubriant et Saint-Julien-de-Vouvantes pour 75 ans. Ce premier tronçon est inauguré le 21 octobre 1888. Très rapidement, un prolongement sera réalisé jusqu'à La Chapelle-Glain en 1899. 
Les emprises de la gare de marchandises de gare de Châteaubriant serviront de tête de ligne au tramway d'Erbray jusqu'en 1912, époque où l'origine de la ligne sera reportée devant le bâtiment voyageur de cette même gare. Ces 2 installations vécurent conjointement, l'une pour le trafic voyageur, et l'autre pour un trafic des marchandises, du fait de la présence d'un faisceau de voies important destiné à la manutention des productions industrielles et assurant le transbordement avec le réseau à voie normale (certaines voies étaient en double écartement sur 4 files de rails, la voie métrique étant imbriquée dans la voie normale). 
À partir de 1912, un nouvel embranchement prenant naissance à Erbray, en direction d'Ancenis est en construction. Un premier tronçon sera d'abord réalisé entre Erbray et Riaillé et inauguré le 9 mai 1912 .  Le deuxième tronçon entre Riaillé et la gare d'Ancenis sera mis en service le 1er mars 1913.

## Fermeture du réseau
Ce réseau destiné à un trafic mixte marchandises et voyageurs connu son apogée en 1930. Ensuite, la baisse progressive du  transport des marchandises et la concurrence croissante de l'automobile eurent raison du chemin de fer.
Les lignes ferment dans l'ordre suivant :
- le 30 août 1938, la section Erbray -  Ancenis est fermée .
- le 28 septembre 1947, le réseau, limité à la ligne Chateaubriant - La Chapelle - Glain, ferme définitivement, après un bref sursaut dû aux aléas du conflit 39-45,

## Matériel roulant
Le matériel moteur se compose de :
- 3 locomotives type tramway, type 030 Blanc-Misseron, numérotées de 1 à 3, (N°constructeurs 30-32), acquises en 1888,
- 1 locomotives type tramway, type 030 Blanc-Misseron, numérotées 4, (N°constructeur 277), acquise en 1902,
- 5 locomotives tender, type 030 Corpet-Louvet, numérotées de 5 à 9,(N°constructeurs 1319-1323)  acquises en 1911,
- 2 autorails à essence De Dion Bouton numérotés JA1 et JB2.

Le matériel remorqué se compose de :
- 6 voitures à voyageurs à essieux,  caisse courte,
- 10 voitures à voyageurs à essieux système de Rechter, caisse longue,
- 50 wagons de marchandises